# Gregorčičeva ulica (Ljubljana)
Gregorčičeva ulica (deutsch: Gregorčičgasse) ist der Name einer Straße im Stadtbezirk Center von Ljubljana, der Hauptstadt Sloweniens. Sie ist benannt nach dem slowenischen Dichter Simon Gregorčič (1844 bis 1906).

## Geschichte
Die Straße wurde 1876 als Hilschergasse (Hilšerjeve ulice) neu angelegt.

## Lage
Die Straße verläuft von der Kreuzung Turjaška ulica und Vegova ulica nach Westen bis zur Prešernova cesta.

## Abzweigende Straßen
Die Gregorčičeva ulica berührt folgende Straßen und Orte (von Ost nach West): Soteska, Slovenska cesta und Igriška ulica.

## Bauwerke und Einrichtungen
Die wichtigsten Bauwerke und Einrichtungen entlang der Straße sind:
- Slowenisches Parlament
- Präsidentenpalast (Ljubljana) ,  Amtssitz des Staatspräsidenten